# Jones, Oklahoma
Jones är en kommun (town) i Oklahoma County i Oklahoma. Orten har fått sitt namn efter industrialisten C.G. Jones. Vid 2010 års folkräkning hade Jones 2 692 invånare.